# Аул-Бергуль
Аул-Бергуль (рос. Аул-Бергуль) — населений пункт у Куйбишевському районі Новосибірської області Російської Федерації.
Входить до складу муніципального утворення Гжатська сільрада. Населення становить 540 осіб (2010).

## Історія
Згідно із законом від 2 червня 2004 року органом місцевого самоврядування є Гжатська сільрада.

## Населення
| 1926 | 2002 | 2007 | 2010 |
| ---- | ---- | ---- | ---- |
| 169  | ↗595 | ↗661 | ↘540 |